# 比沃根灣
69°25′S 39°43′E / 69.417°S 39.717°E
比沃根灣是南極洲的海灣，位於呂佐夫-霍爾姆灣東岸，處於斯卡夫斯內斯半島和比沃戈薩內峰之間，該海灣根據挪威探險隊拍攝的空中照片被繪入地圖。